# Audi S4
L'Audi S4 è un'automobile sportiva derivata dalla A4 e prodotta dalla casa automobilistica tedesca Audi a partire dal 1991 al 1994 e successivamente dal 1997 al 2024 in sei generazioni.

## Contesto
L'Audi S4 originale, costruita dal 1991 al 1994, era una versione più prestazionale della berlina Audi 100. Tutte le successive S4 dal 1997 sono state basate sull'Audi A4 e poiché la A4 si è evoluta da una generazione all'altra, anche la S4 si è evoluta.
Come la sua normale A4, tutte le generazioni di S4 avevano i motori montati anteriormente e longitudinalmente. Tutte le versioni della S4 hanno la trasmissione montata immediatamente dietro al motore in modo longitudinale e come tutte le vetture Audi "S", sono disponibili di serie solo con la trazione integrale quattro, utilizzando un sistema con differenziale centrale Torsen. Rispetto alle altre versioni so distingueva per il motore più potente , freni potenziati e più grandi, sospensioni più rigide , ruote più grandi e carrozzeria differente.
Un cinque cilindri in linea turbo da 2,2 litri alimentava la versione originale della S4, mentre un V6 biturbo da 2,7 litri è stato montato nella generazione B5. Le versioni B6 e B7 condividevano il motore V8 da 4,2 litri, ponendola in diretta concorrenza con la BMW M3 E36 e E46 (6 cilindri in linea da 3,2 litri) e la Mercedes-Benz C32 AMG. (V6 sovralimentato da 3,2 litri). La generazione B8 utilizza un motore TFSI V6 sovralimentato da 3,0 litri e andava a fare concorrenza con la BMW 335i/340i xDrive e la Mercedes-Benz C350. La sesta generazione B9 è alimentata da un motore V6 TFSI turbocompresso da 3,0 litri.
Tutte le versioni della S4 sono state prodotte nello stabilimento Audi di Ingolstadt e sono state disponibili sia come berlina a cinque posti a quattro porte e chr Avant a cinque posti e porte sin dalla nascita del modello nel 1991. Una S4 Cabriolet è stata introdotta nelle generazioni B6 e B7.

## Prima generazione: C4 (Typ 4A, 1991–1994)
La produzione dell'originale Audi S4 (tipo 4A), solitamente conosciuta come Audi 100 S4, iniziò nell'agosto 1991 come versione più prestazionale della berlina 100 C4. È stata progettata per sostituire la precedente Audi 200 quattro turbo, che era stata la prima vera berlina sportiva dell'Audi ed era stata pensionata alla fine del 1990. 
Audi aggiornò la 100 nel 1994 e abbandonò la nomenclatura 100; tutte le varianti della precedente Audi 100 furono ribattezzate Audi A6. In linea con il cambio di nome del modello, l'Audi interruppe l'uso del nome S4 e iniziò a vendere la versione aggiornata basata sulla "nuova" A6 come S6. Nonostante il cambio di nome, le differenze tra l'S4 uscente e l'S6 erano principalmente estetiche.
Una variante più potente, più costosa e più esclusiva, conosciuta come S4 Plus e successivamente come S6 Plus, fu disponibile dall'ottobre 1992 al luglio 1994. I modelli "Plus" presentavano numerosi miglioramenti, compreso l'uso del motore Audi V8 da 4,2 litri al posto d motore a cinque cilindri in linea.
La variante C4 S4 terminò la produzione dopo meno di tre anni nel luglio 1994.

## Seconda generazione: B5 (Typ 8D, 1997–2002)
La seconda generazione della S4 (Tipo 8D), conosciuta anche come Audi S4 quattro, ha debuttato nel 1997, con la produzione iniziata nell'ottobre dello stesso anno, come parte della rinnovata piattaforma B5 della gamma Audi A4.
Oltre alla berlina, dal 1998 fu introdotta nella gamma una versione station wagon, l'Audi S4 Avant. La produzione della B5 S4 cessò nel settembre 2001.

## Terza generazione: B6 (Typ 8E/8H, 2003–2005)
La terza generazione, annunciata nel settembre 2002, ha debuttato con nelle versioni berlina e Avant in Europa nel marzo 2003. Questo serie è basata sulla piattaforma Volkswagen Group B6 (PL46) utilizzata dall'allora Audi A4 B6, dotata del nuovo motore V8 da 4,2 litri. Dopo il lancio della berlina a quattro porte e della Avant, dal febbraio 2004 è stata inclusa nella gamma anche la Cabriolet a due porte.
I dati ufficiali sulle prestazioni dichiarate dalla casa costruttrice parlano di uno scatto da 0 a 100 km/h nella berlina con cambio manuale in 5,6 secondi (Avant 5,8 s, Cabriolet 5,9 s). La velocità massima è limitata elettronicamente a 250 km/h.
La berlina e le Avant cessarono la produzione in fabbrica nel dicembre 2004, mentre la Cabriolet terminò dodici mesi dopo, nel dicembre 2005.

## Quarta generazione: B7 (Typ 8E/8H, 2005–2009)
La quarta serie basata sull'Audi A4 B7 ha debuttato alla fine del 2004. Adotta lo stesso motore V8 da 4,2 litri BBK della S4 B6, producendo una potenza di 253 kW (344 CV) a 7000 giri al minuto e 410 Nm coppia a 3500 giri/min.
Sono state apportate alcune modifiche meccaniche, come molle e ammortizzatori rivisti e, a partire dal 2007, un differenziale centrale Torsen T-3 aggiornato caratterizzato da una ripartizione della coppia anteriore-posteriore asimmetrica "predefinita" 40:60 sui modelli con cambio manuale e pinze dei freni verniciate in nero lucido.
Esteticamente rispetto alla precedente generazione si distingue per la nuova griglia trapezoidale single-frame, i fari Bi-Xenon con lampade ad alta intensità (HID), i fanali posteriori a L, i terminali di scarico quadrupli e il discreto badge V8.

## Quinta generazione: B8 (Typ 8K, 2009–2016)

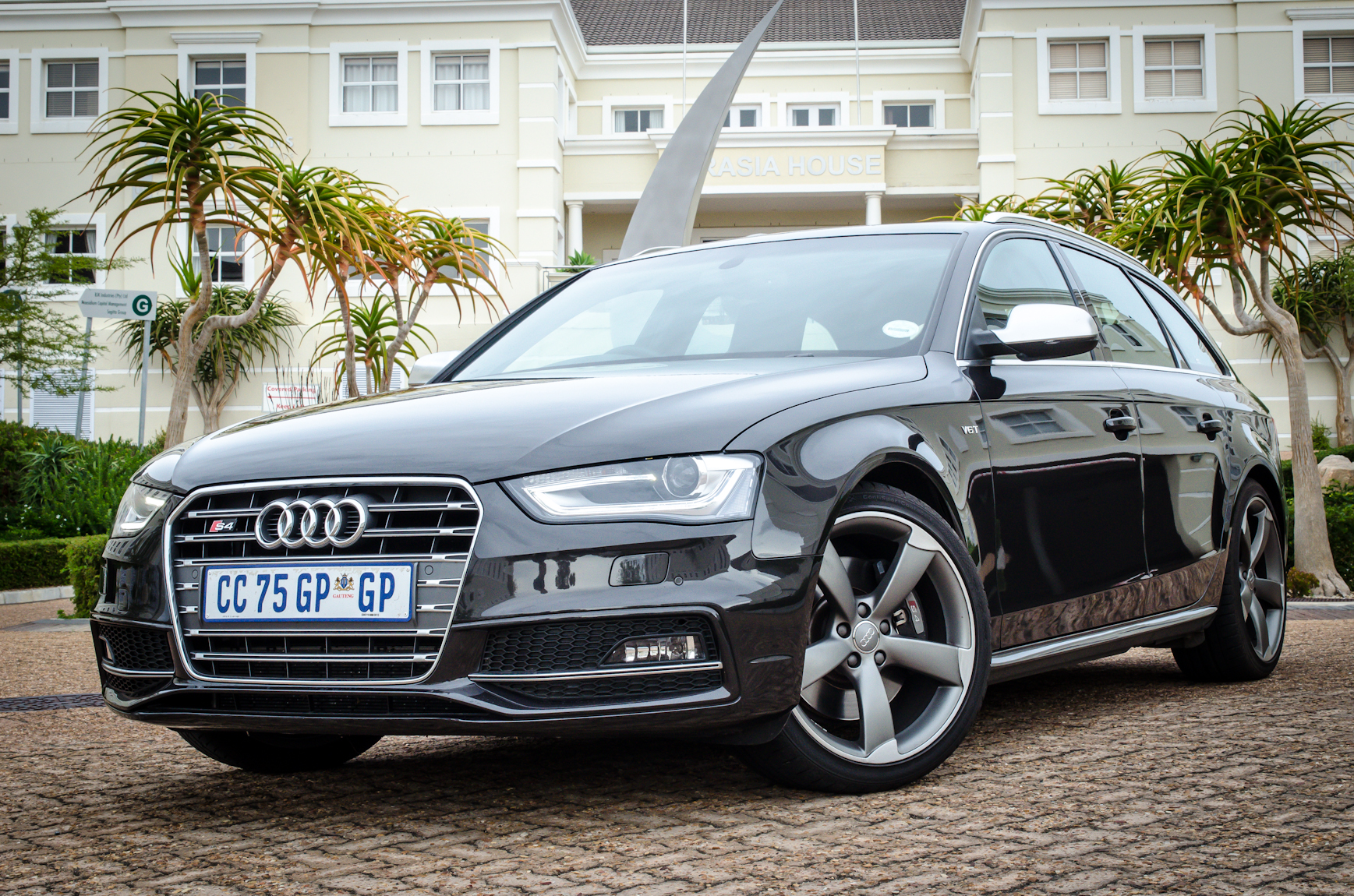
S4 Restyling

A novembre 2008 la quarta generazione dell'Audi S4 quattro (Typ 8K) è entrata in produzione in fabbrica. Basata sull'Audi A4 B8 e costruita sulla piattaforma Volkswagen MLB del gruppo Volkswagen, a differenza delle precedenti modelli B6 e B7, la nuova S4 B8 è disponibile solo come berlina a quattro porte o Avant. Il mantello Cabriolet a due porte è stato sostituito dall'Audi S5 Cabriolet.
Rispetto al precedente B6/B7 che utilizzava un motore V8 da 4,2 litri aspirato, la B8 impiega un motore TFSI V6 da 3,0 litri di cilindrata inferiore, ma ora con l'aggiunta della sovralimentazione tramite un compressore volumetrico meccanico Eaton.
Questa serie introduce come optional il differenziale posteriore sportivo, lo sterzo attivo e le sospensioni con smorzamento adattivo (parte del pacchetto Audi Drive Select). L'asse anteriore è stato spostato di 6,1 pollici in avanti, migliorando così la distribuzione dei pesi. In combinazione con il differenziale posteriore sportivo, è stato migliorato notevolmente il bilanciamento del peso e la dinamica di guida della S4 rispetto ai modelli precedenti.
Sulla B8 sono presenti nuovi cerchioni in lega da 8,5Jx18" con design a 5 razze doppie con pneumatici 245/40 ZR18. Le luci posteriori a LED erano di serie, insieme alle luci diurne a LED anteriori.
L'S4 insieme agli altri modelli B8 hanno ricevuto un restyling all'inizio del 2012. Ciò includeva un frontale rivisto con nuovi fari e griglia del radiatore e interni aggiornati. Meccanicamente, nel restyling B8 (noto come B8.5) è stato aggiornato lo sterzo elettrico e il differenziale centrale con corona dentata più leggera.

## Sesta generazione: B9 (Typ 8W, 2015-2024)

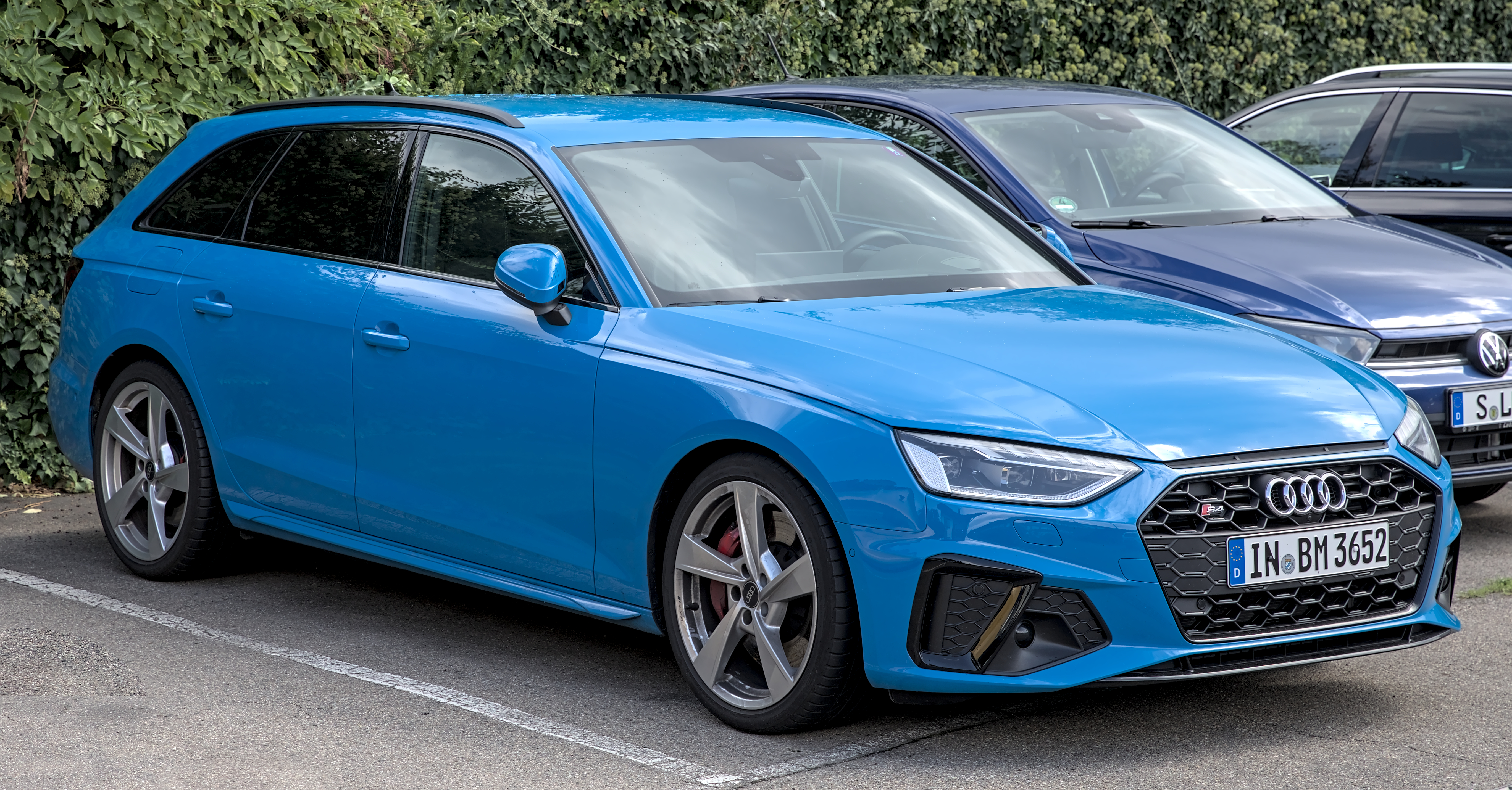
S4 restyling

Audi ha annunciato la S4 B9 nel 2015, con la presentazione ufficiale avvenuta al  salone di Francoforte 2015. I cambiamenti principali rispetto alla B9 includevano una carrozzeria più spigolosa e un nuovo motore V6 turbocompresso disponibile solo con convertitore di coppia automatico a otto velocità.
Il nuovo modello utilizza di serie gli fanali anteriori e posteriori a LED, oltre agli indicatori di direzione dinamici. Come altri modelli Audi, all'interno c'è il cruscotto digitale Virtual Cockpit.
I freni della B9 utilizzano pinze multi-pistoncini, che sostituiscono le pinze a pistoncino singolo dei modelli precedenti. Il volante a corona piatta, i sedili avvolgenti con la "S" in rilievo e i terminali di scarico quadrupli differenziano la S4 dalla altre A4.